# Sociedad Escuela Augusto Comte
La Sociedad Escuela Augusto Comte fue una asociación positivista fundada por Juan Serapio Lois en Copiapó (Chile) el 5 de abril de 1882, con el propósito de difundir el positivismo y la Religión de la Humanidad en la provincia de Atacama. A diferencia de otras sociedades positivistas, como la Academia de Bellas Letras, la Sociedad de la Ilustración o el Círculo Positivista, esta tuvo su aparición lejos de la capital. Constituyó el núcleo más activo del positivismo religioso en el Norte Chico durante la segunda mitad de la década de 1880 y fue responsable de la edición del mensual El Positivista (1886–1889).

## Denominación y fines
El nombre de la entidad subrayaba su doble carácter: “Sociedad” (asociación civil de propaganda y sociabilidad) y “Escuela” (vocación pedagógica, conferencias y lecturas) al servicio del ideario comteano: “orden y progreso”, moral laica, y culto a la Humanidad. La Sociedad procuraba difundir el positivismo filosófico y la religión de la Humanidad mediante sesiones, conferencias, lecturas y discusiones filosóficas y literarias, así como el tratamiento de asuntos relativos a los intereses de la corporación.

## Organización y membresía
- Autoridades: Juan Serapio Lois (presidente honorario); Ricardo Fritis (presidente); Santiago Toro Lorca (secretario).
- Requisitos de ingreso: ser presentado por un socio en ejercicio, profesar el positivismo, “buenas costumbres” y aportar 20 centavos mensuales.
- Sede y reuniones: sesiones los viernes y domingos en la Escuela Bruno Zavala (Copiapó).

En su memoria semestral (leída el 16 de enero de 1887, fecha consignada además según el calendario positivista como Moisés 16 de 99), el presidente informó 31 sesiones (22 ordinarias, 7 extraordinarias y 2 secretas), incremento atribuible al “mayor entusiasmo” y al arribo de nuevos socios y asistentes atraídos por las conferencias de Lois. Se registraron altas (Eusebio Ocaranza N., Octavio Vallejo B., Alberto Toro L., José D. Palacios) y sanciones: expulsión de tres socios por “falta de respeto” y medidas frente a morosidad.

## Actividades intelectuales y pedagógicas
La Sociedad programó conferencias de Lois sobre cosmología (Laplace, Möhl, Thomson, Spencer) destinadas a “consolidar el desprecio” por explicaciones teológico-metafísicas y a exponer la Política positiva de Comte como complemento doctrinal. En sesiones se leyeron textos en verso y en prosa (historia, educación, minería, crítica religiosa), articulando divulgación científica, formación cívica y militancia anticlerical. Destaca su recepción temprana de las teorías evolutivas, así como la consiguiente polémica que generaron en el público más conservador y clerical de la época.

## El Positivista(1886–1889)
Desde noviembre de 1886 la Sociedad editó El Positivista, “periódico filosófico, literario, científico y moral”, mensual, de 16 páginas, impreso en las prensas de El Atacameño (periódico del cual El Positivista fungió como una extensión) y con Lois como editor responsable. El prospecto lo vinculó explícitamente al radicalismo: la dirección de las ideas y sentimientos de “hombres libres” y la consigna comteana vertida como “vivir para los demás, vivir a la luz pública”. La estructura incluía secciones filosófica, literaria, científica (por ejemplo, “Causas y profilaxis del cólera”) y moral; tradujo y adaptó materiales (e.g.,, El hijo del jesuita, prólogo de Giuseppe Garibaldi; Catecismo republicano de Paul Foucher) y, desde el n.º 6, añadió como anexo los dos tomos de Elementos de filosofía positiva de Lois para responder a la demanda doctrinal de los suscriptores.
En noviembre de 1887 el periódico inició su segundo año reafirmando su lucha contra la teología y la metafísica, agradeciendo el apoyo de El Atacameño y declarando sintonía con el radicalismo como partido del orden y el progreso. Entre 1888 y 1889 la publicación redujo paginación, espació salidas y finalmente cesó con el n.º 21 (1 de enero de 1889), número con el ensayo de Lois “Evolución científica en el siglo XIX”, balance de la ciencia decimonónica y del desplazamiento de explicaciones teológicas por causas “extremadamente pequeñas”. La interrupción se atribuyó a contratiempos económicos y organización interna.

## Posicionamiento político y religioso
La Sociedad desplegó un anticlericalismo persistente, promovió la separación Iglesia-Estado y defendió la legislación laica (por ejemplo, matrimonio civil). Criticó subvenciones estatales a jerarcas eclesiásticos y la ambigüedad del gobierno liberal (e.g., bajo José Manuel Balmaceda) ante el artículo 5.º de la Constitución de 1833. En clave electoral, caracterizó al “partido clerical” como adversario de la Humanidad y alineó su imaginario con el radicalismo.

## Calendario y ritos positivistas
Sus miembros adoptaron el calendario positivista en documentos y correspondencia; si bien no hay datos concluyentes sobre todos los usos rituales en Copiapó, se atestigua la práctica calendárica y la afinidad con ceremoniales comteanos que se conocían en Chile (por ejemplo, en el templo fundado en Santiago por los hermanos Lagarrigue).

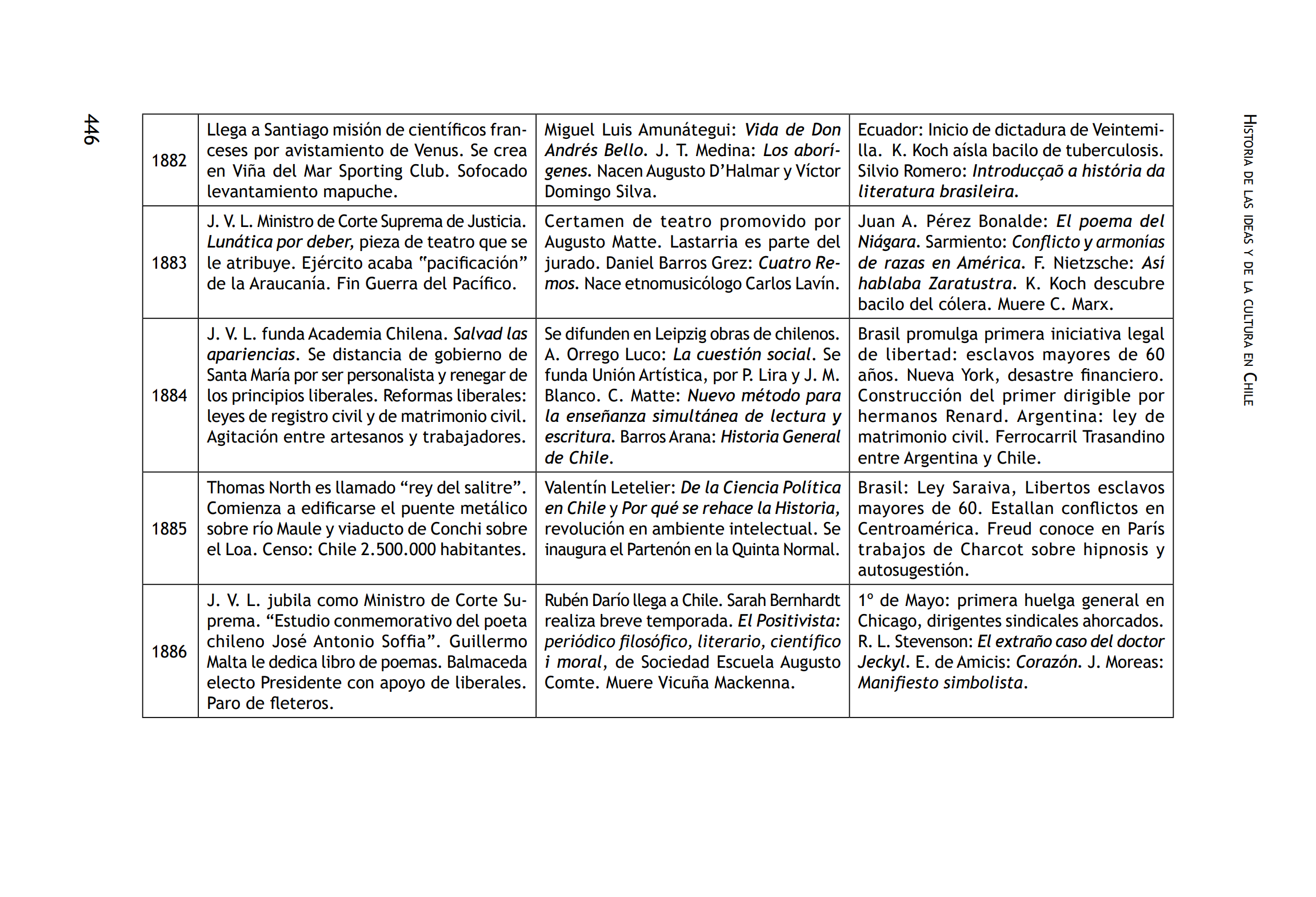
La fundación de la Sociedad Escuela Augusto Comte formó parte del ideario mayor de una sociedad chilena de corte liberal, algo que historiadores como Bernardo Subercaseaux ha refrendado en sus cronológicas históricas del chileno decimonónico.

## Declive y legado
Pese a su corta vida editorial (1886–1889), la Sociedad Escuela Augusto Comte dejó una huella regional al articular la militancia laica, la divulgación científica y una formación cívico-moral en clave comteana. La interrupción de El Positivista no implicó el fin del positivismo religioso en Chile, que mantuvo influencia en años posteriores, incluida la organización del positivismo en Santiago (fundación de la Sociedad Positivista de Santiago en 1892).